# Sugar Baby Love (chanson de Wink)
Cet article concerne la chanson de Wink. Pour la chanson des Rubettes, voir Sugar Baby Love.
Singles de Wink
Amaryllis
(1988)
Sugar Baby Love est le 1er single du duo japonais Wink, sorti en 1988.

## Présentation
Le single sort le 27 avril 1988 au Japon sous le label Polystar. Il atteint la 20e place du classement de l'Oricon et reste classé 11 semaines, pour un total de 61 000 exemplaires vendus.
La chanson-titre est une reprise en japonais de la chanson homonyme de The Rubettes sortie en single en 1974. Cette version a été utilisée comme thème d'ouverture pour le drama Netsuppoi no!, dans lequel a aussi été utilisée la chanson en "face B" Kaze no Prelude. Les deux chansons figureront sur l'album Moonlight Serenade qui sort deux mois plus tard, et seront interprétées sur l'album live Shining Star de 1990. La chanson Sugar Baby Love figurera aussi sur de nombreuses compilations, dont Wink Hot Singles, Raisonné, Wink Memories 1988-1996, Treasure Collection ; elle sera aussi remixée sur les albums At Heel Diamonds de fin 1988 et Jam the Wink de 1996 ; sa version instrumentale figurera sur l'album karaoke Fairy Tone de 1990. La chanson Kaze no Prelude figurera aussi sur la compilation de "faces B" Back to Front de 1995.

## Liste des titres
Toutes les paroles sont écrites par Joe Lemon (paroles originales de Sugar Baby Love : Wayne Bickerston).
| 1. | Sugar Baby Love              | Tony Waddington | 3:50 |
| 2. | Kaze no Prelude (風の前奏曲) | Akira Mitake    | 4:44 |